# Pallashörnchen
Das Pallashörnchen (Callosciurus erythraeus) oder Rotbauchhörnchen ist ein Vertreter der Echten Schönhörnchen (Callosciurus).

## Merkmale

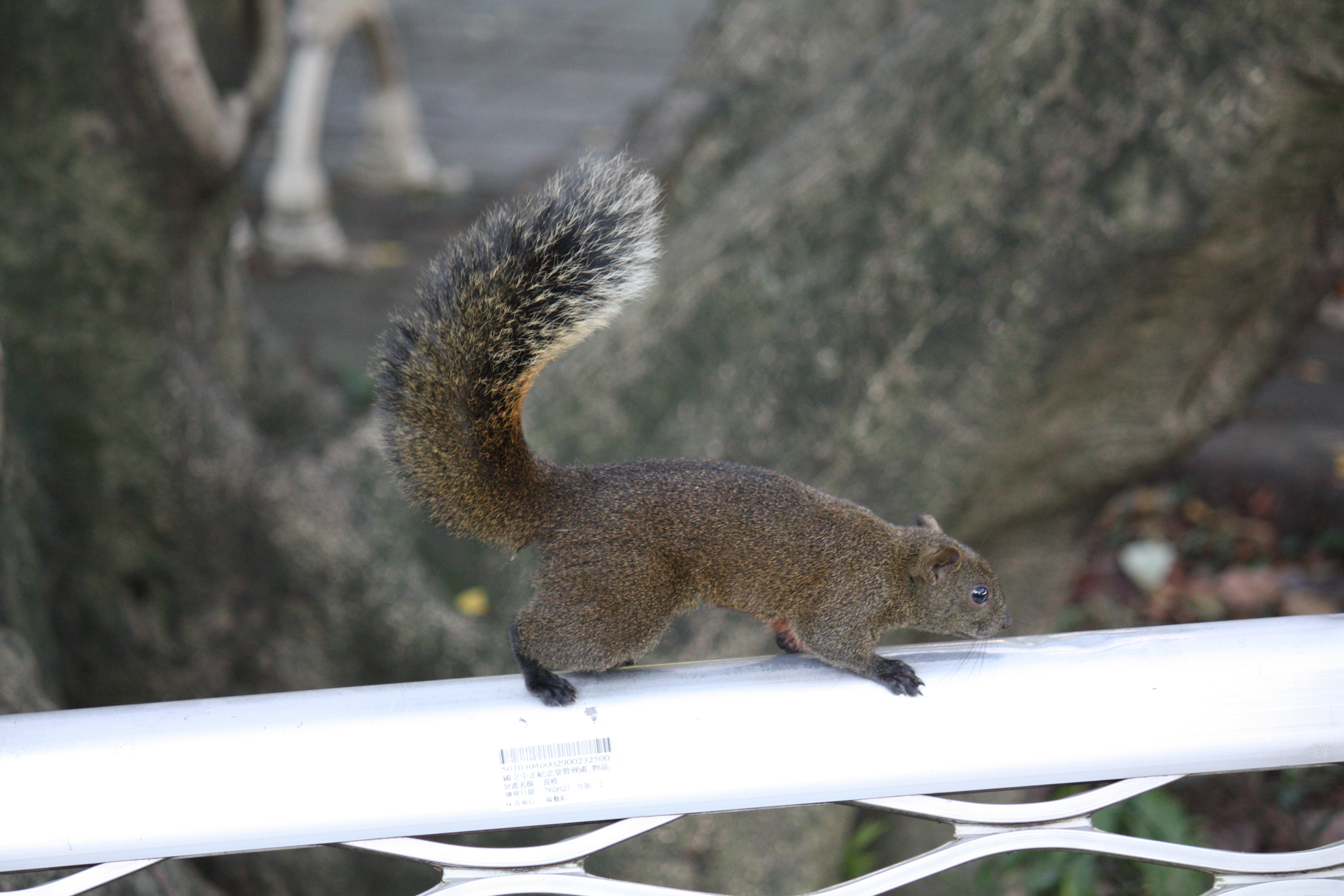
Auffällig ist der buschige Schwanz.

Pallashörnchen erreichen eine Kopf-Rumpf-Länge von bis zu 20 cm; der buschige Schwanz verdoppelt fast die Länge des Tiers. Die zahlreichen Unterarten des Pallashörnchen sind in ihren Merkmalen, sowohl in den Körpermassen wie auch der Färbung des Pelzes, sehr variabel und es ist schwierig, eine einheitliche Merkmalsbeschreibung zu formulieren. Die Variabilität geht so weit, dass sich die zahlreichen Unterarten durch ihre Formenvielfalt auch nur schwer von anderen, sehr ähnlichen Arten der Gattung unterscheiden lassen und starke Merkmalsüberschneidungen aufweisen.
In der Regel ist das Pallashörnchen an der Rückenseite unauffällig olivgrün. Der Bauch ist deutlich rötlich gefärbt, wobei diese Färbung von kastanienbraun über leuchtendes rot bis hell creme-orange reichen kann. Die Tiere verfügen über starke Krallen an den Fingern und Zehen, deren Knöchel extrem drehbar sind, was ihnen ermöglicht, schnell auf Bäume zu klettern. Dank der Position ihrer großen Augen können die Pallashörnchen auch nach hinten schauen, ohne den Kopf zu drehen.

## Lebensraum und Verbreitung

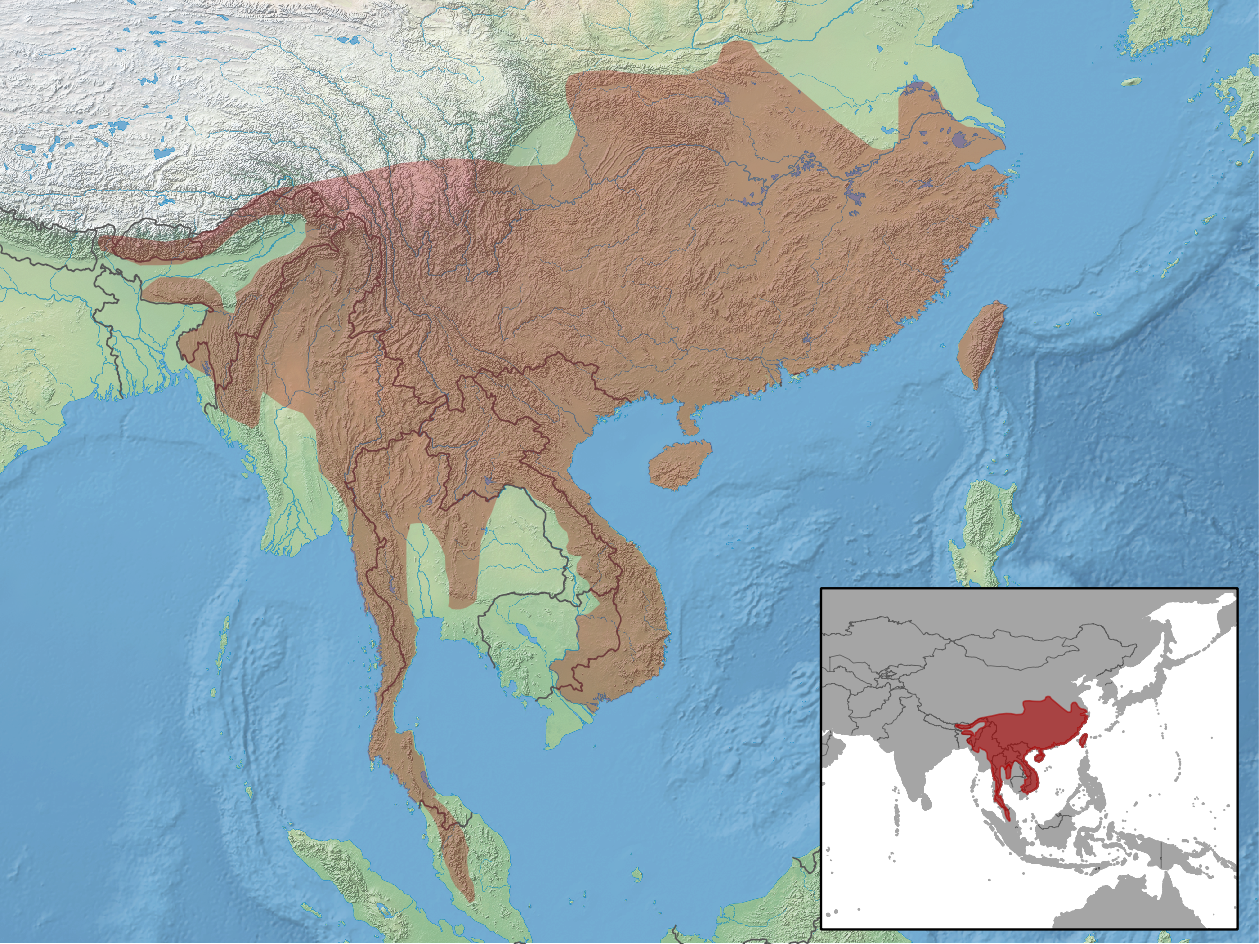
Verbreitungsgebiet (rot) des Pallashörnchens nach Angaben der IUCN.

Das Pallashörnchen hat seine Heimat im zentralen und östlichen Südchina, inklusive der Inseln Hainan und Taiwan, und großen Teilen des südostasiatischen Festlandes von Vietnam bis nach Bangladesch und Nordindien.
Durch den Menschen wurde das Pallashörnchen inzwischen auch in Frankreich und Belgien (seit 2005) verbreitet. Weitere Länder, in die das Pallashörnchen eingeführt wurden, sind Argentinien, Japan und die Niederlande. Möglicherweise sind die Pallashörnchen eine Bedrohung für die in Europa heimischen Eichhörnchen (Sciurus vulgaris).
Das Pallashörnchen ist 2016 in die „Liste der unerwünschten Spezies“ für die Europäische Union aufgenommen worden.

## Lebensweise
Der natürliche Lebensraum der Pallashörnchen sind die Wipfel von subtropischen Bergwäldern, in China auch von subalpinen Nadel- und Mischwäldern. Man trifft sie aber auch auf Bäumen in Stadtparks an.

### Ernährung

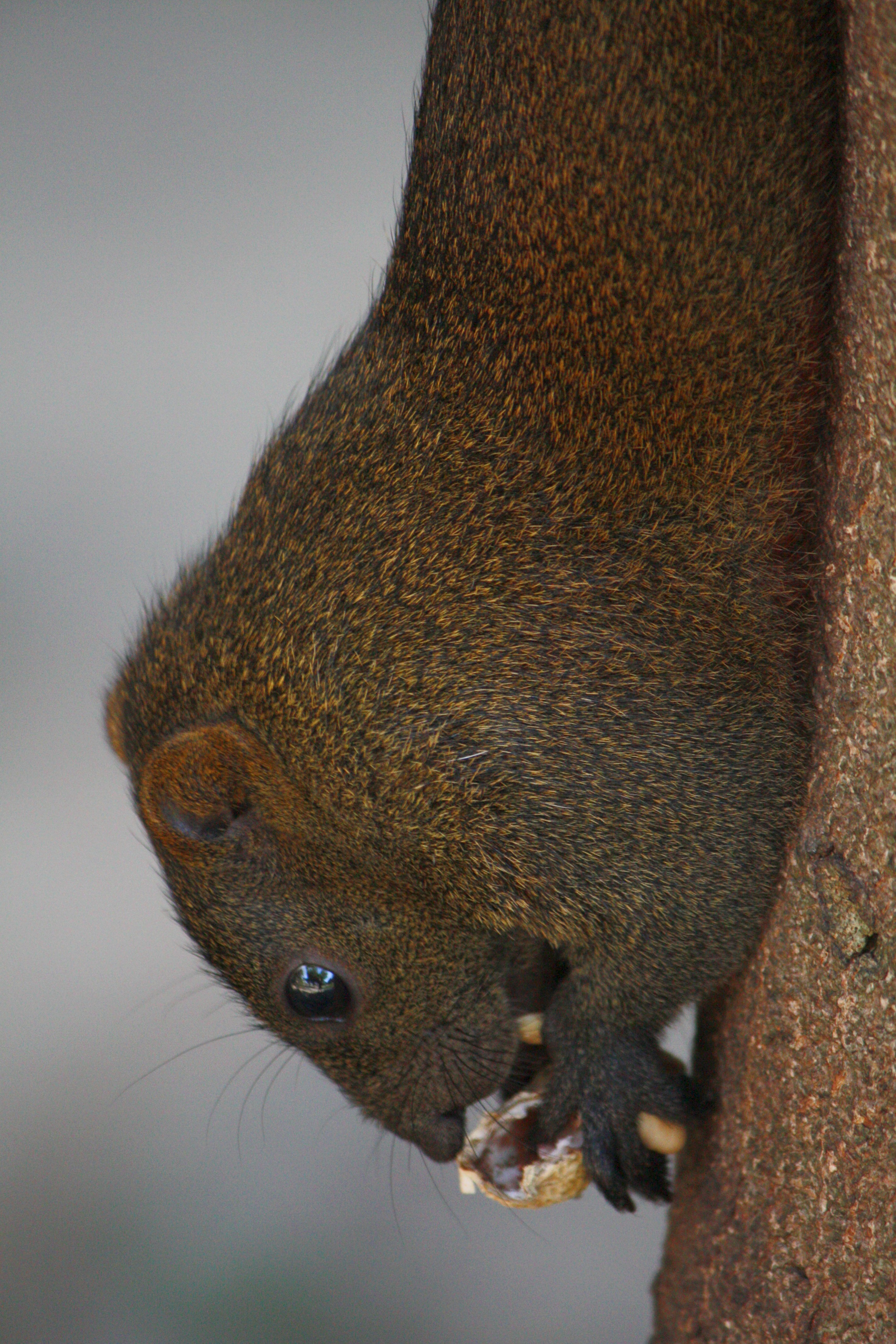
Pallashörnchen mit einer Erdnuss

Die Hörnchen gelten auch als wichtige Samenverbreiter für verschiedene Baumarten. Neben Samen, Getreide, Nüssen und Früchten ernähren sich Pallashörnchen auch von Insekten.

### Fortpflanzung und Entwicklung
Pallashörnchen haben wechselnde Geschlechtspartner. Sind die Weibchen empfängnisbereit, versammeln sich mehrere Männchen um sie und beginnen zu rufen. Dann fangen die Männchen an, gegeneinander zu kämpfen. Der Sieger bewacht dann oft das Weibchen nach der Paarung noch eine Zeit lang, um sicherzugehen, dass er der Vater des Nachwuchses wird. Wird die Anzahl der Herausforderer allerdings zu hoch, kann es vorkommen, dass der Bewacher aufgibt und auch andere Männchen zum Zuge kommen. Das Weibchen baut während der Wurfzeit im Frühling und Herbst ein Nest für den Nachwuchs. Nach der Geburt der Jungen kümmert es sich um sie bis zu ihrer Selbstständigkeit.
In Gefangenschaft wurden Pallashörnchen bis zu 17 Jahre alt.

## Taxonomie und Systematik

### Erstbeschreibung und Zuordnung
Das Pallashörnchen Callosciurus erythraeus wird als eigenständige Art innerhalb der Gattung der Echten Schönhörnchen (Callosciurus) eingeordnet, die aus 15 Arten besteht. Die wissenschaftliche Erstbeschreibung als Sciurus erythraeus stammt von Peter Simon Pallas aus dem Jahr 1779, der wahrscheinlich ein Individuum aus Assam, Indien, beschrieb; das genaue Gebiet (Terra typica) ist allerdings unbekannt und der Typus ist nicht mehr vorhanden. Die erste Zuordnung zu der bereits 1867 von John Edward Gray beschriebenen Gattung Callosciurus erfolgte erst 1916 durch Oldfield Thomas und Robert Charles Wroughton, die zugleich mehrere Unterarten beschrieben. Seit der Erstbeschreibung gab es zudem zahlreiche weitere Beschreibungen von Arten und Unterarten sowie Zuordnungen. Lurz et al. 2013 listet entsprechend mehr als hundert Synonyme der Art, darunter auch zwei Synonyme unter dem Gattungsnamen Herpestes, die aufgrund einer eine Fehlzuordnung zu der entsprechenden Mangustengattung zustande kamen.

### Artabgrenzung und Unterarten

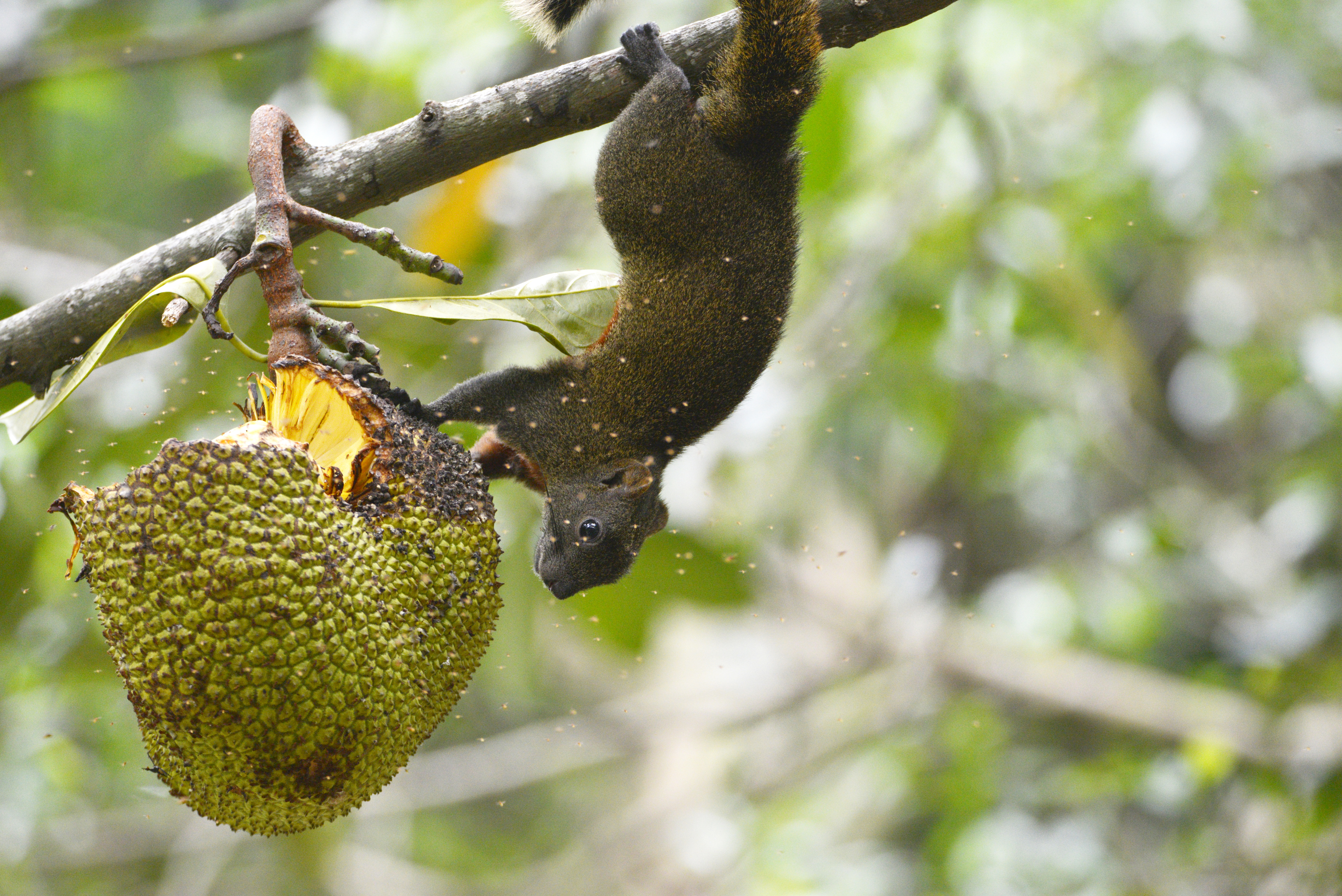
Callosciurus erythraeus thaiwanensis

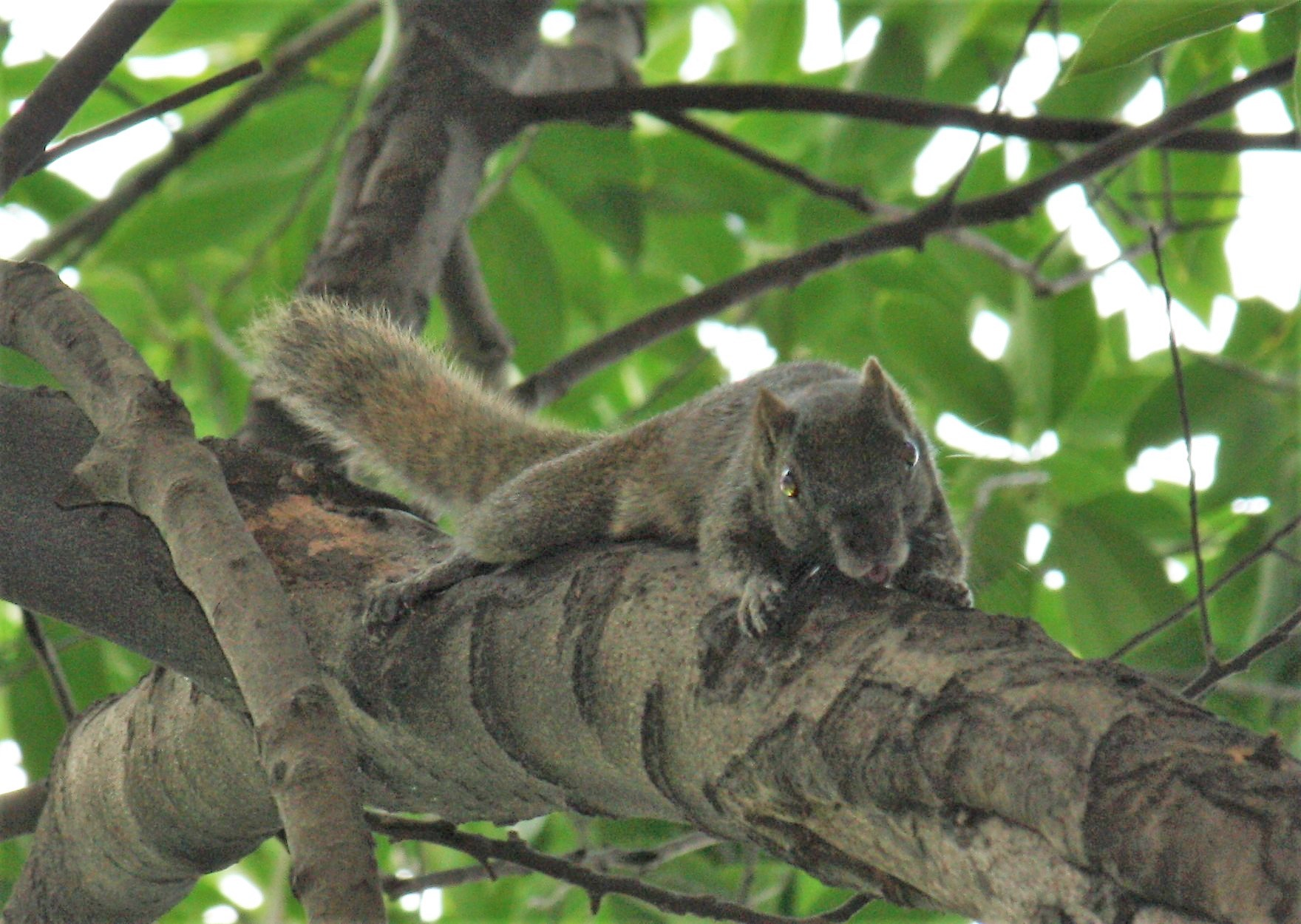
Pallashörnchen auf einem Baum in Hangzhou

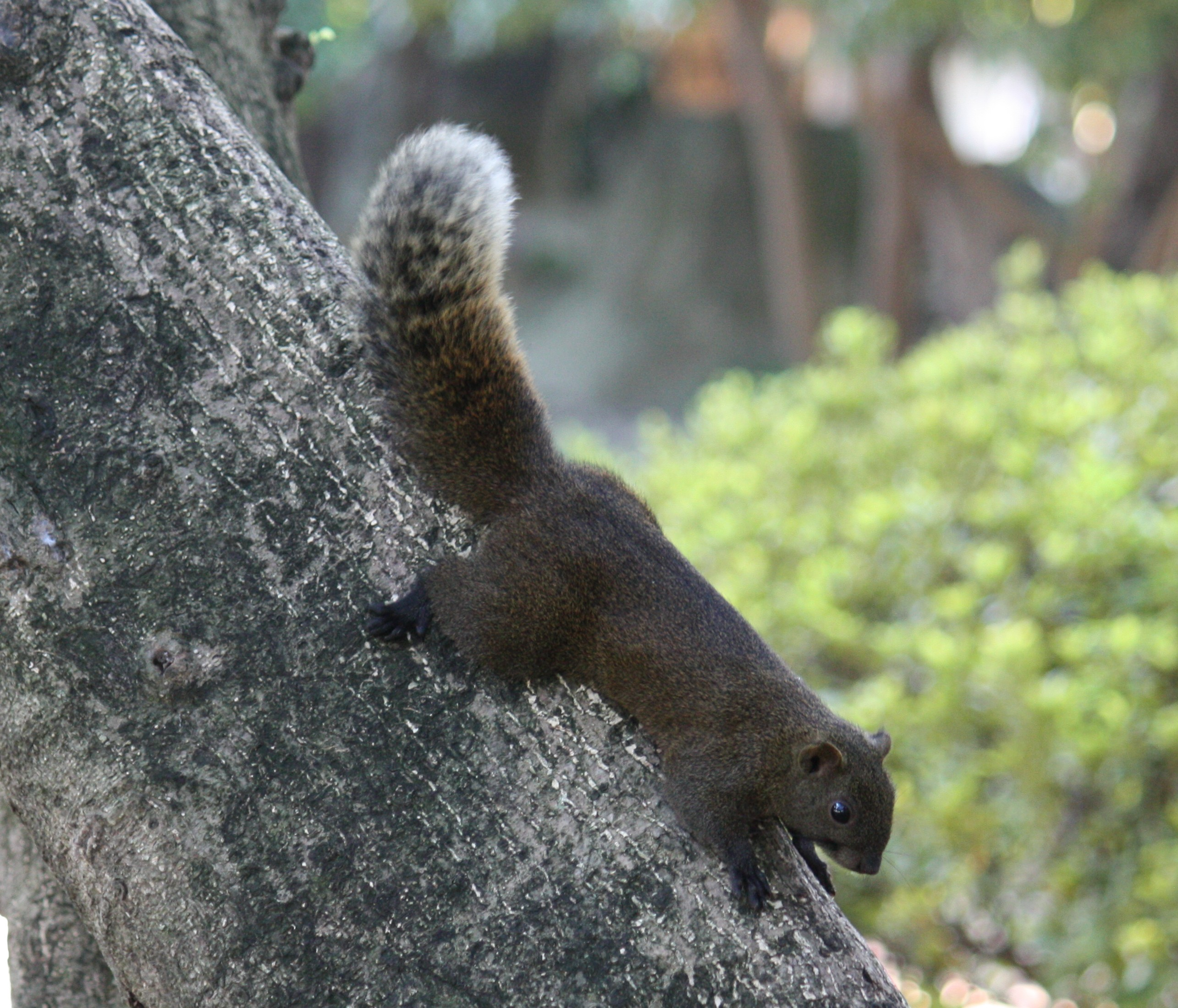
Ein Pallashörnchen in Taipeh

Die konkrete taxonomische Abgrenzung gegenüber anderen Arten und die Unterteilung in Unterarten befindet sich aktuell in der Diskussion. So wird vor allem Callosciurus erythraeus flavimanus häufig (auch hier) als Unterart betrachtet, während es von einigen Bearbeitern auch als eigene Art betrachtet wird. Innerhalb der Art werden heute neben der Nominatform Callosciurus erythraeus erythraeus zahlreiche weitere Unterarten unterschieden. Insgesamt gelten etwa 26 bis 30 Unterarten als bestätigt:
- Callosciurus erythraeus erythraeus
- Callosciurus erythraeus atrodorsalis
- Callosciurus erythraeus bartoni
- Callosciurus erythraeus bhutanensis
- Callosciurus erythraeus bonhotei
- Callosciurus erythraeus castaneoventris
- Callosciurus erythraeus erythrogaster
- Callosciurus erythraeus flavimanus
- Callosciurus erythraeus gloveri
- Callosciurus erythraeus gordoni
- Callosciurus erythraeus griseimanus
- Callosciurus erythraeus harringtoni
- Callosciurus erythraeus hendeei
- Callosciurus erythraeus hyperythrus
- Callosciurus erythraeus intermedius
- Callosciurus erythraeus michianus
- Callosciurus erythraeus ningpoensis
- Callosciurus erythraeus pranis
- Callosciurus erythraeus rubeculus
- Callosciurus erythraeus shanicus
- Callosciurus erythraeus siamensis
- Callosciurus erythraeus sladeni
- Callosciurus erythraeus styani
- Callosciurus erythraeus thai
- Callosciurus erythraeus thaiwanensis
- Callosciurus erythraeus zimmeensis

### Etymologie
Der wissenschaftliche Name der Gattung Callosciurus setzt sich aus den griechischen Wörtern „callo“ für „schön“, „skia“ für „Schatten“ und „oura“ für „Schwanz“ zusammen. Der Artname erythraeus bezieht sich auf die rote Farbe des Bauches der Nominatform.

## Bedrohung und Schutz
Das Pallashörnchen wird von der International Union for Conservation of Nature and Natural Resources (IUCN) aufgrund des großen Verbreitungsgebietes, der großen Populationen und der nicht bekannten Bestandsgefährdung als nicht gefährdet (least concern) eingeordnet. Es kommt zudem in zahlreichen geschützten Gebieten vor und ist sehr anpassungsfähig gegenüber Veränderungen seines Lebensraumes. Die südasiatische Population ist durch Jagd teilweise rückläufig.

## Einzelbelege
1. ↑  
J. C. Moore, G. H. H. Tate: A study of the diurnal squirrels, Sciurinae, of the Indian and Indochinese subregions. Fieldiana: Zoology 48, 1965; S. 101 ff. (Volltext)
2. 1 2 3 4 5  
Peter W. W. Lurz, Virginia Hayssen, Kimberly Geissler, Sandro Bertolino: Callosciurus erythraeus (Rodentia: Sciuridae). In: Mammalian Species. Band 45, Nr. 902, 2013, S. 60–74, doi:10.1644/902.1.
3. 1 2 3 4  
Encyclopedia of Life: Callosciurus erythraeus
4. ↑  
Darrin Lunde, Robert S. Hoffmann, Andrew T. Smith: Pallas's Squirrel. In: Andrew T. Smith, Yan Xie: A Guide to the Mammals of China. Princeton University Press, Princeton NJ 2008, ISBN 978-0-691-09984-2, S. 183.
5. 1 2 3 4 5  
Callosciurus erythraeus in der Roten Liste gefährdeter Arten der IUCN 2013.2. Eingestellt von: J. W. Duckworth, R. J. Timmins, S. Molur, 2008. Abgerufen am 25. Januar 2014.
6. ↑  
Invasive species in Belgium
7. ↑  
UNEP World Conservation Monitoring Centre: Review of Callosciurus erythraeus and Sciurus niger, November 2010. Studie für das European Commission Directorate General Environment ENV.E.2. – Environmental Agreements and Trade, November 2010 (PDF; 242 kB)
8. ↑  Liste invasiver gebietsfremder Arten von unionsweiter Bedeutung (List of Invasive Alien Species of Union Concern) (PDF) abgerufen am 15. Juli 2016
9. 1 2 3  
Callosciurus erythraeus In: Don E. Wilson, DeeAnn M. Reeder (Hrsg.): Mammal Species of the World. A taxonomic and geographic Reference. 2 Bände. 3. Auflage. Johns Hopkins University Press, Baltimore MD 2005, ISBN 0-8018-8221-4.